# Calla Wåhlin
Calla Antonia Wåhlin, född 2 december 1868 i Stockholm, död 11 februari 1957 i Stockholm, var en svensk målare, tecknare och kontorist.
Hon var dotter till kontorschefen Per Viktor Ståhle och Maria Matilda Charlotta Nettelblad och från 1893 gift med domkyrkoarkitekten Hans Fredrik Theodor Wåhlin och mor till Hans Wåhlin och Erik Wåhlin. Hon studerade konst vid Konstakademien i Stockholm 1887–1890. Hennes konst består av landskapsskildringar utförda i olja eller akvarell. Wåhlin är begravd på Norra kyrkogården i Lund.